# Chen Gong
En aquest nom xinès, el cognom és Chen.
Chen Gong ( pronunciation (?·pàg.); mort el 7 de febrer del 199 EC) va ser un assessor del senyor de la guerra Lü Bu durant el període de la tardana Dinastia Han Oriental de la història xinesa. Això no obstant, ell va començar la seva carrera sota un altre senyor de la guerra, Cao Cao, abans de fer defecció cap a Lü Bu. Va acabar sent executat juntament amb Lü Bu quan aquest últim va ser derrotat per Cao Cao a la batalla de Xiapi.
En la novel·la històrica del segle XIV el Romanç dels Tres Regnes, de Luo Guanzhong, se li dona un canvi d'imatge positiva a Chen Gong. Es diu que ell ostentava un càrrec menor de magistrat, i que posteriorment renuncia a la feina per seguir a Cao Cao; que estava fugat després d'un intent d'assassinat sobre Dong Zhuo, un cabdill tirànic que mantenia l'emperador com a ostatge en la cort imperial. Malgrat tot, al presenciar com Cao Cao mata a Lü Boshe (el germà de sang del pare del propi Cao), se separa d'ell i s'uneix a Lü Bu.

## Biografia
Chen era originari del Comtat Wuyang (武陽縣), Comandància Dong, que estava situat en la frontera de les actuals províncies de Henan i Shandong. la data de naixement de Chen Gong no està clara. Ell s'uní a Cao Cao al voltant del 190, en el moment que els senyors de la guerra de tot el país havien format una coalició contra Dong Zhuo, un poderós senyor de la guerra que tenia retingut l'emperador com a ostatge. La seva contribució més significativa mentre va estar servint a Cao Cao va ser la presa de la província de Yan (兖州, en l'actualitat el Shandong occidental) el 193 gràcies a esforços diplomàtics, aquest va ser un moviment estratègic que establí les bases per a la posterior pujada de Cao Cao al poder.
L'any següent, no obstant, mentre Cao Cao era fora dirigint una campanya contra Tao Qian en la província de Xu (徐州, avui en dia el nord de Jiangsu), Chen Gong va fer defecció cap al senyor de la guerra rival Lü Bu juntament amb el seu col·lega Zhang Miao. Amb l'ajuda dels dos homes, Lü Bu ràpidament fer-se amb la majoria de la província de Yan. Cao Cao tornà precipitadament i va posar setge sobre Lü Bu que era a Puyang (濮陽). Després de més de cent dies en un punt mort, la fam de les tropes va forçar Lü Bu a renunciar a la seva posició privilegiada i a buscar recer sota Liu Bei en Xiapi (下邳; en l'actualitat Pizhou, Jiangsu), capital de la província de Xu.
El 196, Lü Bu es va girar en contra dels seus amfitrions a Xiapi, proclamant-se governador de la província de Xu i enviant Liu Bei al comtat proper de Xiaopei (小沛). Segons els Registres dels Herois (英雄記) de Wang Can, Chen Gong en connivència amb Hao Meng, un oficial militar sota Lü Bu, va efectuar un colp d'estat fallit eixe mateix any. Lü Bu, a pesar de tot, va deixar estar l'assumpte; ja que valorava el servei de Chen Gong.
El 198 Lü Bu va llançar una ofensiva contra Liu Bei, ja que aquest havia buscat l'ajuda de Cao Cao. Aquest era un dels plans de Cao Cao per a aconseguir la seva anhelada província de Xu. Ell va plantar dos espies al campament de Lü Bu perquè sembraren la discòrdia entre Lü Bu, Liu Bei, i Chen Gong. Aquest espies es van acabar convertint en assessors de Lü Bu i li van dir que atacara a Liu Bei (tot això anava en contra dels consells de Chen Gong). Cao Cao personalment va dirigir l'atac de les seves forces sobre Xiapi. Quan el seu exèrcit va arribar a Pengcheng (彭城; en l'actualitat Xuzhou, Jiangsu), que estava situat a l'est de Xiapi, Chen Gong va aconsellar a Lü Bu que portara la iniciativa perquè el pla de Cao no estava clar. Lü escoltant només els consells de la seva dona, va decidir no fer res. Després que els primers intents de trencar el setge van fracassar, Lü Bu va començar a tenir la intenció de rendir-se, però va ser dissuadit per Chen Gong.
El setge es va perllongar durant dos mesos fins que Cao Cao va ordenar les seves tropes de cavar fosses per a desviar el curs dels rius Si i Yi (沂水), cosa que faria que Xiapi s'inundara. El 7 de febrer de 199, els súbdits de Lü Bu Hou Cheng, Song Xian (宋憲) i Wei Xu (魏續) van capturar a Chen Gong i van fer defecció juntament amb les seves tropes. Lü Bu va fer un últim intent de resistir davant la portalada de la ciutat, però es va veure aclaparat i va ser capturat. Quan va ser portat davant Cao Cao, Chen Gong es va negar a tornar a servir-lo i va triar la mort perquè la llei poguera ser complida; Cao Cao mantenia com a regla general que aquells que es rendien després d'haver sigut comminats a rendir-se durant un setge, no serien perdonats. Cao Cao es va sentir commogut i va mantenir la família de Chen Gong des d'aleshores.
Els caps de Lü Bu, Chen Gong, Gao Shun i uns altres seguidors de Lü Bu van ser enviats a Xuchang.

## En la ficció
El Romanç dels Tres Regnes, una novel·la clàssica de Luo Guanzhong, és una idealització dels fets ocorreguts abans i durant l'era dels Tres Regnes. En aquesta versió dramatitzada de la història Chen Gong va ser acreditat amb excessiva rectitud moral i astúcia, potser per a accentuar la falta d'escrúpols de Cao Cao i la incompetència de Lü Bu.